# Finger
|  | "Lillefinger" og "Fingeren" omdirigerer hertil. For andre betydninger, se Lillefinger (tv-serie) og Fingeren (gestus). |
En finger er et af de fem bevægelige lemmer, som sidder yderst på hånden hos mennesker og visse andre arter, som aber. Fingrene bruges blandt andet til at føle og gribe med. Yderst på fingrene sidder neglene. De skal beskytte fingrene, som er meget følsomme. Der er to led i en finger, ligeså vel som i en tå.

## Etymologi
Ordet finger kan som mange andre ord for ydre anatomi føres langt tilbage.
Det urgermanske rekonstruerede ord er *fingraz. 
Om det kan føres videre til et urindoeuropæisk rekonstrueret ord er mere usikkert. 
En hypotese er at det udviklet fra *fanhaną som betyder noget i retning af gribe eller fange, mens en mere sandsynlig hypotese er at det har forbindelse til ordet for 5 *penkʷe.

## Navne på fingrene og deres funktion
Mennesket er udstyret med tommelfingre, også kaldt tommeltot, som almindeligvis er den tykkeste og nederst placerede finger. Den er placeret således, at de kan bøjes i en anden retning end resten af fingrene. Dette giver bedre gribemuligheder, og dermed bedre evne til at manipulere objekter fysisk.
Navnene på de enkelte fingre er:
Pegefinger er den, der sidder nærmest tommelfingeren. Den er en af de mest brugte, da den ofte bruges til at angive retninger, placeringer osv. for andre.
Langfinger er den midterste og længste finger på en hånd. Den bliver også kaldet langemand.
Ringfinger er den tredje fra tommelfingeren. Dens navn kommer af, at ringe (vielsesringe osv.) som regel bliver sat på denne finger.
Lillefinger er den fjerde fra tommelfingeren. Den er som regel mindre end de andre, bortset fra tommelfingeren, hvorfor den har fået dette navn.

## Fingeraftryk
Et fingeraftryk er et billede af de riller der findes på en fingers blomme. Det består fordybninger i overhuden og indeholder strukturer som buer, cirkler og spiraler. Når en person sætter sin finger på en overflade overføres der en gengivelse af fingeraftrykket. Dette sker fordi der på overfladen af af huden sidder vand og fedtstoffer, som trykkes af. På stoffer som papir kan aminosyrer i fingeraftrykket fremkaldes med bestemte kemikalier. Fingeraftrykket er unikt for personen, idet det aldrig er observeret at to personer har identiske fingeraftryk.
- Eksempel på en fingers blomme.
- Fingeraftryk på et stykke papir.